# Anton Salmson
Abraham Anton Gambetta Salmson, född 14 december 1870 i Stockholm, död 2 maj 1926 i Landskrona, var en svensk operasångare, skådespelare och teaterdirektör.

## Biografi
Salmson var son till gravören Anton Salmson.
Han han debuterade 1888 vid Svenska teatern i Stockholm som Sture i Birger Jarl och hans ätt och var därefter 1889–1890 anställd hos Axel Collin. Han visade tidigt goda anlag som operettskådespelare, men det var först då han 1891–94 var engagerad av Vasateatern som han i bredare kretsar uppmärksammades för sina komiskt färgade roller som Glasmästare Rutberg i Selfrid Kinmansons Öregrund-Östhammar och den engelske journalisten Blount i Jules Vernes Tsarens kurir. Efter engagemang hos Mauritz Ludvig Fröberg 1895–1896 tillhörde han Emil von der Ostens teatersällskap 1896–1897 och Eldoradot i Kristiania 1898–1900. Han kom till Hjalmar Selander på Olympiateatern 1900, och där han hade stor framgång som Kibatsche i Trollkarlen från Nilen, en roll som han sedan under årens lopp utförde över 600 gånger. Salmson var 1901–1902 knuten till Emil Lindens operettsällskap och 1902–1904 till Albert Ranfts teatrar i Stockholm. Den 1 september 1904 bildade han ett eget turnerande operettsällskap. Som turnéledare var han framgångsrik, och hans sällskap bestod av flera goda sångförmågor.
Salmson uppförde inte bara klassiska och moderna operetter. Repertoaren upptog även flera operor som La bohème, Per Svinaherde och Konung för en dag. Han övertog Östermalmsteatern av Albert Ranft 1909 och omvandlade den till en operettscen med namnet Operett-teatern. Men redan efter några månader tvingades han 1910 lägga ned teatern. Han uppträdde han på Apolloteatern i Helsingfors 1911, och sökte sig därefter åter på turnéverksamhet, men utan framgång och övergick därefter till kabarén. 1917 startade han revyteatern vid Bryggargatan i Stockholm. Efter en tid engagerades han dock som operettregissör vid Opera Comique i Oslo, varpå han var ledare för Mindre teatern. Sina sista år turnerade han i landsorten och Sveriges grannländer.
Han var 1907–1913 gift med operasångerskan Gerda Adolfina Pettersson och från 1917 med operasångerskan Signe Margreta Petronella Carlsson.
Salmson medverkade även i film och på grammofon. Han är begravd på Norra begravningsplatsen utanför Stockholm.

## Filmografi

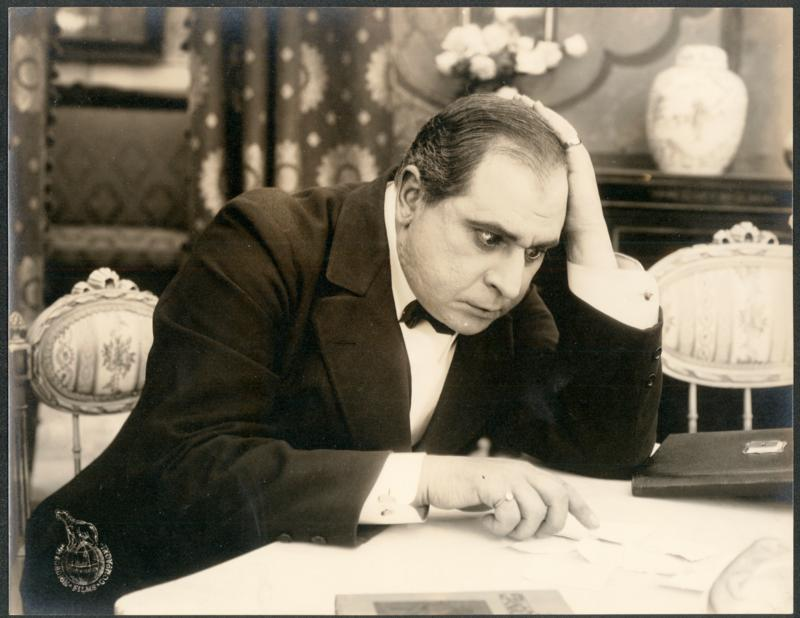
Anton Salmson i Den Glade Løjtnant (Nordisk Film, 1912)

- 1912 – En moders kaerlighed
- 1912 – Den stærkeste
- 1912 – Den glade Løjtnant
- 1912 – Guvernørens datter
- 1913 – Den tredje makten
- 1913 – Flykten genom rymden
- 1915 – Strejken

## Teater

### Roller
| År   | Roll                           | Produktion                                                                             | Regi | Teater         |
| ---- | ------------------------------ | -------------------------------------------------------------------------------------- | ---- | -------------- |
| 1892 | Lord Horsebury                 | Jack och Bob (Erminie) Edward Jakobowski, Claxson Bellamy och Harry Paulton            |      | Vasateatern    |
| 1893 | Sir James Plumpetershire       | Dockféen (Die Puppenfée) Josef Bayer, Josef Hassreiter och Franz Xaver Gaul            |      | Vasateatern    |
| 1894 | Kung Sudråks, teaterförfattare | En séance vid Saltsjöbaden Harald Leipziger                                            |      | Vasateatern    |
| 1920 | Kolingen                       | Kolingar på villovägar (Robert und Bertram oder Die lustigen Vagabunden) Gustav Raeder |      | Mindre Teatern |
| 1921 | Medverkande                    | Fågel Fenix land, revy                                                                 |      | Mindre Teatern |

### Regi
| År   | Produktion                                   | Upphovsmän        | Teater         |
| ---- | -------------------------------------------- | ----------------- | -------------- |
| 1920 | Gröngölingar, spexrevy                       | X2                | Mindre Teatern |
| 1922 | Prinsessan från Nilen Die Prinzessin vom Nil | Victor Hollaender | Pallas-Teatern |

## Diskografi
Salmson medverkade på ett antal grammofoninspelningar för bolaget Nicole Record 1904: 
- Det myckna vi ha'
- Diplomatkuplett ur ”Saint Cyr”[förtydliga]
- Edison kuplett ur operetten ”Stackars Jonathan”
- Eulaliavisan ur ”Trollkarlen vid Nilen”
- Ge du sjutton i kritiken – komisk visa
- En grön yngling – komisk visa
- Har ni hört den förskräckliga händelsen
- Jag skulle aldrig ha' gått dit – imitation av en känd skådespelares uppläsning
- Kuplett ur ”Gubben i Renberget”
- Om nå’n bjuder
- Per Telefon
- Soldatens fröjd ur ”Flickornas gossar”
- Taludiluttanlei

Inspelningar på Polyphon:
- Telefonfröknar
- När turisterna komma till stan